# Paul V. Reichelderfer
Paul Valentine Reichelderfer (* 31. Oktober 1913 in Atlanta, Pickaway County, Ohio; † 15. Februar 1996 in Athens (Ohio)) war ein US-amerikanischer Mathematiker.
Reichelderfer studierte Mathematik an der Ohio State University, an der er 1935 seinen Bachelor-Abschluss erhielt und 1937 seinen Master-Abschluss. 1939 wurde er dort bei Tibor Radó promoviert (Some properties of continuous transformations in the plane). Anschließend war er Instructor an der Ohio State, 1940/41 an der Stanford University und 1941/42 an der University of Chicago. Im Zweiten Weltkrieg war er im Staatsdienst. 1946 war er wieder als Instructor an der Ohio State University, an der er 1947 Associate Professor und 1948 Professor wurde. 1949 war er ein halbes Jahr Leiter der Mathematikabteilung als Nachfolger von Radó, der eine Forschungsprofessur antrat. 1968 ging er als Professor an die Ohio University in Athens.
Reichelderfer befasste sich mit geometrischer Maßtheorie.
Reichelderfer war Vorsitzender der Sektion Ohio der Mathematical Association of America.
Er war mit Aino Keress verheiratet.

## Schriften (Auswahl)
- mit Tibor Radó: Continuous transformations in analysis. With an introduction to algebraic topology, Grundlehren der mathematischen Wissenschaften, Springer 1955